# Boards of Canada
Boards of Canada (zkráceně BoC, některé nahrávky vydali jako Hell Interface) je skotská hudební skupina, kterou tvoří bratři Michael Sandison (nar. 1. červen 1970) a Marcus Eoin (nar. 21.
Července 1971). K nim se v minulosti přidávali jejich přátelé, takže jednu dobu čítala skupina až dvanáct členů. Stylově bývají řazeni mezi ambient, ambient techno, IDM nebo dokonce trip-hop. Nejčastější a nejjistější žánrová skupina je jednoduše "druhá generace" (všichni narozeni krátce po 1970) ostrovní elektronické hudby, jejímiž nejvýraznějšími osobnostmi jsou spolu s anglickými Autechre, Nightmares on Wax nebo Aphex Twin. Název Boards of Canada vznikl z National Film Board of Canada, což je veřejnoprávní instituce, která se stará o produkování a distribuci původních kanadských filmů a tím i propagaci kanadské kultury ve světě. Stejně jako Autechre patří i BoC pod britský label Warp Records (zal. v Sheffieldu roku 1989).

## Diskografie
| Rok vydání | Název                    | Label        | Počet stop | Komentář                       |
| ---------- | ------------------------ | ------------ | ---------- | ------------------------------ |
| 1987       | Catalog 3                | music70      | 8          | původně MC, reedice na CD 1997 |
| 1989       | Acid Memories            | music70      | 6          | MC                             |
| 1992       | Closes Vol. 1            | music70      | 17         | původně MC, reedice na CD 1997 |
| 1994       | Play by Numbers          | music70      | 5          | MC, CD                         |
| 1994       | Hooper Bay               | music70      | 5          | 12", MC                        |
| 1996       | Boc Maxima               | music70      | 20         | MC, CD                         |
| 1996       | A Few Old Tunes          | music70      | 15         | MC, CD                         |
| ?          | A Few Old Tunes Vol. 1   | music70      | 20         | MC                             |
| 1996       | A Few Old Tunes Vol. 2   | music70      | 17         | MC                             |
| 2001       | Geogaddi (promo)         | Warp Records | 1          | 12"                            |
| 2002       | Geogaddi (test pressing) | Warp Records | 4          | 12" - jen 10 kusů              |

| Rok vydání | Název                                   | Label                | Počet stop | Komentář |
| ---------- | --------------------------------------- | -------------------- | ---------- | --- |
| 1995       | Twoism                                  | music70              | 9          | původně 12" a MC; reedice na 12" a CD 2002 pod Warp Records                                                        |
| 1996       | Hi Scores                               | skam                 | 6          | 12", CD; reedice 1999 a 2002                                                                                       |
| 1998       | Aquarius                                | skam                 | 2          | 7" |
| 1998       | Music Has the Right to Children         | Skam/Warp Records    | 17         | 2x12", CD, také v promo verzi; 2002 digipak CD verze americká verze a pozdější digipak CD mají 18. bonusovou stopu |
| 1998       | Telephasic Workshop                     | Skam/Warp Records    | 2          | 10" |
| 1999       | Peel Session                            | Warp Records         | 3          | 12", CD |
| 2000       | In a Beautiful Place Out In the Country | Warp Records         | 4          | 12", CD |
| 2002       | Geogaddi                                | Warp Records         | 23         | 3x12", CD; japonská verze má 24. bonusovou stopu                                                                   |
| 2005       | The Campfire Headphase                  | Warp Records         | 15         | 2x12", CD; japonská verze má 16. bonusovou stopu                                                                   |
| 2006       | Trans Canada Hiqhway                    | Warp Records/Music70 | 6          | 12", digipak CD |